# Homolog (genetyka)
Homolog – geny o wysokim stopniu podobieństwa w różnych organizmach, pochodzące od ich wspólnego przodka. W odróżnieniu od analogii, gdzie podobne cechy pojawiają się niezależnie. Sekwencje homologiczne są sekwencjami silnie konserwatywnymi.